# NGC 1000
NGC 1000 è una galassia lenticolare compatta situata nella costellazione di Andromeda, a una distanza di circa 198 milioni di anni luce dalla nostra Via Lattea.

## Scoperta
La galassia è stata scoperta il 9 dicembre 1871 dall'astronomo francese Édouard Stephan.